# Роберто Ассаджолі
Роберто Ассаджолі (італ. Roberto Assagioli; 27 лютого 1888, Венеція — 23 серпня 1974, Каполона, Ареццо) — італійський психолог, психіатр, гуманіст. Засновник психосинтезу — теоретико-методологічної концепції психотерапії та саморозвитку людини.

## Біографія
Роберто Ассаджолі народився 27 лютого 1888 року у Венеції, Італія. Був родом із середнього класу, із сім'ї з єврейським корінням. При народженні йому дали ім'я Роберто Марко Греко. Його батько Леоне Греко помер, коли йому було всього два роки, і згодом мати Елена Каула вийшла заміж за Алессандро Емануеле Ассаджолі.
До 18 років Р. Ассаджолі володів вісьмома мовами: італійською, англійською, французькою, російською, грецькою, латинською, німецькою та санскритом. У цьому віці він почав подорожувати, переважно у Росію. У 1910 році він закінчив Флорентійський університет, здобувши ступінь доктора з неврології та психіатрії. У тому ж році на Міжнародному конгресі з філософії у Болоньї Ассаджолі представив свій погляд на несвідоме, вказуючи на обмеженість психоаналізу, і розпочав розробку власного методу психотерапії та саморозвитку під назвою психосинтез.
У 1922 році одружився з Нелле Чапетті (Nella Ciapetti). У них народився син Іларіо (Ilario).
У 1926 році Ассаджолі організував у Флоренції Інститут психосинтезу. У 1927 році англійською мовою вийшла його робота: «Новий метод лікування: психосинтез».
У 1938 році Ассаджолі був заарештований фашистським урядом Беніто Муссоліні за свою національну приналежність і гуманістичні твори.
Після закінчення Другої світової війни відновив свою роботу Інститут психосинтезу, були засновані центри психосинтезу у США та Франції, Ассаджолі продовжив читати лекції в Італії, Швейцарії, Англії й Америці. У світі налічується понад п'ятдесят інститутів і центрів психосинтезу.

## Психосинтез
Психосинтез — метод психотерапії, саморозвитку й інтегрального навчання, заснований на теорії, розробленій Роберто Ассаджолі. Концепція Ассаджолі може бути представлена у вигляді моделі, до якої входять: нижнє несвідоме, середнє несвідоме, вище несвідоме, поле свідомості, свідоме «я», Вище «Я», колективне несвідоме. Мета психосинтезу — досягнення гармонійної внутрішньої інтеграції, органічної єдності, з цією метою Ассаджолі запропонував такий підхід: глибоке пізнання своєї особистості, контроль її складовими частинами, розуміння свого «Вищого Я» і психосинтез, тобто формування чи перебудова особистості навколо нового центру.

## Духовна сфера
Ассаджолі цікавився дослідженнями у галузі свідомості та трансперсональної психології, вивчав теософію та східну філософію, був сподвижником Аліси Бейлі, письменниці-езотерика, авторки книг про так звану. «Позачасової мудрості» (Ageless Wisdom).

## Вибіркова бібліографія
- Psychosynthesis. A Manual of Principles and Techniques, Hobbs, Dormann & Company, New York 1965.
- Psicosintesi. Per la armonia della vita, Mediterranee, Roma 1966.
- The Act of Will, Viking Press, New York 1973.
- Психосинтез: A Collection of Basic Writings, ISBN 0-9678570-0-7.